# Nick Ekelund-Arenander
Nick Ekelund-Arenander (ur. 23 stycznia 1990) – duński lekkoatleta specjalizujący się w biegach sprinterskich.
W 2011 odpadł w eliminacjach podczas halowych mistrzostw Europy w Paryżu. Rok później osiągnął półfinał europejskiego czempionatu w Helsinkach. Półfinalista halowych mistrzostw Europy (2013). Kilka miesięcy później dotarł do tej samej fazy rywalizacji podczas mistrzostw świata w Moskwie.
Wielokrotny złoty medalista mistrzostw Danii oraz reprezentant kraju na drużynowych mistrzostwach Europy.
Rekordy życiowe w biegu na 400 metrów: stadion – 45,50 (13 lipca 2013, Madryt) były rekord Danii; hala – 46,31 (6 lutego 2014, Sztokholm).

## Osiągnięcia
| Rok  | Impreza                               | Miejsce      | Konkurencja             | Lokata     | Wynik   |
| ---- | ------------------------------------- | ------------ | ----------------------- | ---------- | ------- |
| 2009 | Młodzieżowe mistrzostwa Europy        | Kowno        | sztafeta 4 × 400 metrów | eliminacje | 3:17,15 |
| 2011 | Halowe mistrzostwa Europy             | Paryż        | bieg na 400 metrów      | eliminacje | 48,55   |
| 2011 | II liga drużynowych mistrzostw Europy | Nowy Sad     | bieg na 400 metrów      | 3. miejsce | 47,34   |
| 2011 | II liga drużynowych mistrzostw Europy | Nowy Sad     | sztafeta 4 × 400 metrów | 1. miejsce | 3:09,27 |
| 2011 | Młodzieżowe mistrzostwa Europy        | Ostrawa      | bieg na 400 metrów      | eliminacje | 46,86   |
| 2012 | Mistrzostwa Europy                    | Helsinki     | bieg na 400 metrów      | półfinał   | 46,57   |
| 2013 | Halowe mistrzostwa Europy             | Göteborg     | bieg na 400 metrów      | półfinał   | 47,34   |
| 2013 | II liga drużynowych mistrzostw Europy | Kowno        | bieg na 200 metrów      | 2. miejsce | 21,25   |
| 2013 | II liga drużynowych mistrzostw Europy | Kowno        | bieg na 400 metrów      | 1. miejsce | 45,93   |
| 2013 | II liga drużynowych mistrzostw Europy | Kowno        | sztafeta 4 × 400 metrów | 3. miejsce | 3:10,60 |
| 2013 | Mistrzostwa świata                    | Moskwa       | bieg na 400 metrów      | półfinał   | 45,89   |
| 2014 | Halowe mistrzostwa świata             | Sopot        | bieg na 400 metrów      | eliminacje | 46,68   |
| 2014 | Mistrzostwa Europy                    | Zurych       | bieg na 400 metrów      | półfinał   | 47,16   |
| 2014 | Mistrzostwa Europy                    | Zurych       | sztafeta 4 × 400 metrów | eliminacje | 3:08,12 |
| 2015 | Halowe mistrzostwa Europy             | Praga        | bieg na 400 metrów      | eliminacje | 47,69   |
| 2015 | II liga drużynowych mistrzostw Europy | Stara Zagora | bieg na 400 metrów      | 1. miejsce | 46,32   |
| 2015 | II liga drużynowych mistrzostw Europy | Stara Zagora | sztafeta 4 × 100 metrów | 2. miejsce | 40,40   |
| 2015 | II liga drużynowych mistrzostw Europy | Stara Zagora | sztafeta 4 × 400 metrów | 1. miejsce | 3:08,01 |
| 2015 | Uniwersjada                           | Gwangju      | bieg na 400 metrów      | 8. miejsce | 46,53   |
| 2015 | Uniwersjada                           | Gwangju      | sztafeta 4 × 400 metrów | eliminacje | 3:13,14 |
| 2022 | Halowe mistrzostwa świata             | Belgrad      | sztafeta 4 × 400 metrów | eliminacje | 3:09,48 |